# Тшемха-Дольна
Тшемха-Дольна (пол. Trzemcha Dolna) — село в Польщі, у гміні Сенно Ліпського повіту Мазовецького воєводства.
Населення — 94 особи (2011).
У 1975-1998 роках село належало до Радомського воєводства.

## Демографія
Демографічна структура станом на 31 березня 2011 року:
|          | Загалом | Допрацездатний вік | Працездатний вік | Постпрацездатний вік |
| -------- | ------- | ------------------ | ---------------- | -------------------- |
| Чоловіки | 45      | 8                  | 30               | 7                    |
| Жінки    | 49      | 7                  | 30               | 12                   |
| Разом    | 94      | 15                 | 60               | 19                   |